# كأس الاتحاد الإنجليزي 1958–59
كأس الاتحاد الإنجليزي 1958–59 (بالإنجليزية: 1958–59 FA Cup)‏ هو الموسم 78 من  كأس الاتحاد الإنجليزي. أقيم خلال الفترة 6 سبتمبر 1958 وحتى 2 مايو 1959، والذي يشرف على تنظيمه الاتحاد الإنجليزي لكرة القدم، وفاز فيه نوتينغهام فورست.